# Земун
Земун е град, административен център на община в Белградски окръг, Сърбия.

## Община Земун

### Селища
- град Земун – с 37 квартала;
- село Угриновци с 2 махали (Бусие и Гърмовац).

### Скупщина
Скупщината (Общинският съвет) на Градска община Земун се състои от 57 съветници.
| Партия/коалиция | Партия/коалиция                   | Съветници |
| --------------- | --------------------------------- | --------- |
|                 | Сръбска прогресивна партия        | 23        |
|                 | Коалиция „За европейски Земун“    | 19        |
|                 | Сръбска радикална партия          | 6         |
|                 | Коалиция СПС - ПУПС - ЈС          | 4         |
|                 | Коалиция ДПС – „Нова Сърбия“ - НП | 4         |
|                 | „Листа за търпимост - Расим Ляич“ | 1         |

## История
Земун е селище на западния бряг на Сава още от римско време. След присъединяването на Войводина към Кралството на сърби, хървати и словенци постепенно се сближава икономически и териториално с Белград.
За основател на Земун, около 85 г. пр.н.е., се счита келтското племе скордиски, нарекло селището Таурунум. Предполага се, че това име има връзка с илирийското селище Тауриста в Срем. Името се превежда като „Място на брега“. През II век римляните правят кастела Тауринум база на дунавския флот, подобно на Рациария (край с. Арчар) и Сексагинта Приста (в Русе).
В пределите на Византия кастелът търпи нападения от хуни, готи, сармати, херули, гепиди, авари, славяни, които го разрушават до основи. В края на VIII век го завладяват франките, които го наименуват Малевил.
Идването на българите в Срем внася промяна в името му на славянското Землян, което означава „земен“. А. Дреко в „Средновековни градове на Дунаву“ (Београд, 1964 г., стр. 18) пише, че градът в епохата на Първото българско царство е владян от хан Аспарух, след това – от хановете Крум и Омуртаг, и накрая – от цар Симеон I. Името Земун идва от земя, землянка, защото нямало камък за градеж и жилищата се вкопавали в земята.
Унгарците го завладяват през 927 г. Кръстоносците ограбват града през 1096 г. В началото на XI век е завладян от византийския император Василий II. През XI – XII век за Земун се води борба за надмощие между византийци и маджари. През периода 1181 – 1521 е преимуществено под маджарска власт. През 1124 г. унгарците вземат камък от Белградската крепост, с който се изгражда каменна крепост в Земун. През 1183 г. в унгарски източници селището фигурира като Кастро Землен. През 1232 г. унгарците завземат за кратко и Белград.
По-късно Земун е наречен от маджарите Загони. Тогава е издигната готическата крепост с квадратна основа и 4 кули. Останките от нея са на хълма Гардаш. През 1411 г. Земун влиза в пределите на Моравското деспотство.
От 12 юли 1521 г. започва 2-вековното османско владичество. При обсадата на Белград от 1521 г. Марко Скоблич отбранява града с 400 „шайкаши“ – бойци на речни военни кораби. След 3 дни боеве османците избиват шепата храбреци и завземат града. Тогава загиват братята Скобличеви. От онова време е описанието на града, направено от османския пътешественик Евлия Челеби.
От 1718 г. до 1918 г. градът е митнически австро-унгарски пункт, владение на графовете Шернборн. Австрийците го наричат Землин. По онова време е карантинен пост на границата с Османската империя срещу чума и други заразни болести. На мястото на някогашния карантинен район Контунац днес е изграден парк. Градът се развива след Белградския мир от 1739 г.
От Земун сръбските борци за освобождение от османско владичество се снабдяват с оръжие. Тук се заселват много сръбски бежанци (виж Военна граница). Продължава и германската колонизация. Създава се кварталът Францщад (днешният Сутиеска). През 1871 г. Земун получава статут на свободен град. Сърбите го завладяват през 1919 г. и го държат по силата на Трианонския мирен договор.
От 1934 г. е в състава на Голям Белград. Отново е самостоятелен град в състава на профашистката Независима хърватска държава от 1941 до 1944 г. След Втората световна война Земун пак става част от столичната административна единица – днес: Град Белград (или Белградски окръг), със статут на окръг.

## География
Разположен е на 76 – 79 м надморска височина на мястото, където се сливат реките Сава и Дунав. Общата площ на Община Земун (включваща града и село с 2 махали) е 438 km², а нейното население е 152 950 жители към 2002 г.

### Дунава при Земун
Земун се намира на км 1174 от влива на Дунав в Черно море. Край града реката е широка 600 м и дълбока от 4 до 20 м. Много високи води реката е имала от 10 до 12 април 1940 г. и на 29 – 30 май 1970 г., а най-ниски – на 24 октомври 1947 г. Над града често духа вятърът „кошава“.
Жителите на града са любители на крайдунавските излети, а някои от тях се препитават с риболов. На горния край на остров Велики Ратни е известният плаж Лидо. Земунските ресторанти „Шаран“ и „Венеция“ поднасят рибно месо. Всяка година през август се провежда голям кулинарен преглед-състезание по готвене на риба, с участието на представители от дунавските градове, под названието на сръбски „Златни котлич Дунава“.

### Население
Земун през 1931 г. наброява 28 000 ж., а през 2000 г. – 120 000 ж. От 1934 г. е състава на Голям Белград. Населението в общината е 152 950 души през 2002 г.
| година | Население |
| 1948   | 42 230    |
| 1953   | 51 129    |
| 1961   | 74 851    |
| 1971   | 111 967   |
| 1981   | 138 702   |
| 1991   | 141 695   |
| 2002   | 152 950   |

| Етнически групи | Население | Процент |
| --------------- | --------- | ------- |
| сърби           | 132 263   | 86,48%  |
| цигани          | 4030      | 2,64%   |
| югославяни      | 3315      | 2,17%   |
| хървати         | 1970      | 1,29%   |
| черногорци      | 1725      | 1,13%   |
| Общо            | 152 950   | 100%    |

## Икономика

### Промишленост
В Земун има 20 индустриални предприятия. Заводът за земеделски машини „Змай“ („Змей“) е създаден през 1927 г. като фабрика за самолети и хидроплани. От 1946 г. се изработват разни видове комбайни – за пшеница, царевица, слънчоглед, мелнични машини и ремаркета. Продукцията на завода се изнася в много страни на Европа, Азия, Африка и Южна Америка.
В Земун има още фабрика за инструменти „Телоптик“; за часовници „Инса“; за синтетичен битум „Грмеч“; за лекарства „Галеника“; за бира „Навип“; за електронни уреди; за трикотаж и конфекция „Истра“; за козметика „Далиа“; за метална галантерия „Микрол“. В завод „Икарус“ се изработват детайли за автобуси. Има и фабрика за тракторни двигатели.

### Транспорт
През 1850 г. е открита паробродна (параходна) линия Земун – Белград, а през 1883 г. – железопътна линия Земун – Нови Сад. През 1934 г. е вдигнат във въздуха верижният мост над река Сава. Днес над Сава има 2 моста. На 10 км от Земун през 1962 г. е построен най-големият аеродрум в бивша Югославия – Сурчинският.

## Образование
Още през 1720 г. в Замун е открито светско училище. Днес функционират няколко средни и висши училища и факултети на Белградския университет.

## Забележителности
Между забележителностите на Земун е Шпиртовата къща от 1853 г. в неоготически стил. Била е собственост на известна гръцка фамилия.
Правят впечатление Караматиновата къща от 1763 г. в стил барок, сградата на магистрата от 1826 г., която сега се използва за съд, пощата от 1896 г., Ламартиновата колона и др. Запазена е най-старата в града шлосерска работилница – Пантеличевата работилница от 1854 г.
На хълма Гардаш е маджарската кула-паметник, построена през 1896 г. в чест на 1000-годишнината от основаването на Унгария. Наричат я още кулата на Хунияди, защото определеният за владетел на България умира от чума в тук през 1456 г.
Недалеч от лобното място на големия борец срещу османската инвазия е къщата на Димитрий Давидович от края на XVIII век в стил класицизъм, Николаевската църква от 1745 г. в стил барок, Богородична църква от 1783 г., параклисът „Св. Архангел“ от 1786 г., „Св. Рока“ от 1830 г., Ичковата къща (на българския търговец и пръв сръбски дипломат Петър Ичко), Къщата със слънчевия часовник.

## Известни личности
Родени в Земун
- Ото Бихали Мерин (1904 – 1993), изкуствовед
- Радослав Груич (1878 – 1955), историк
- Димитрие Давидович (1789 – 1838), политик
- Матея Кежман (р. 1979), футболист

Починали в Земун
- Карл Георг Лебрехт фон Анхалт-Кьотен (1730 – 1789), германски офицер
- Ищван IV (1133 – 1165), крал на Унгария
- Георги Капчев (1868 – 1936), български журналист
- Димитрие Караматов (1734 – 1789), търговец
- Джордже Симич (1843 – 1921), политик